# Csonthéjas termések

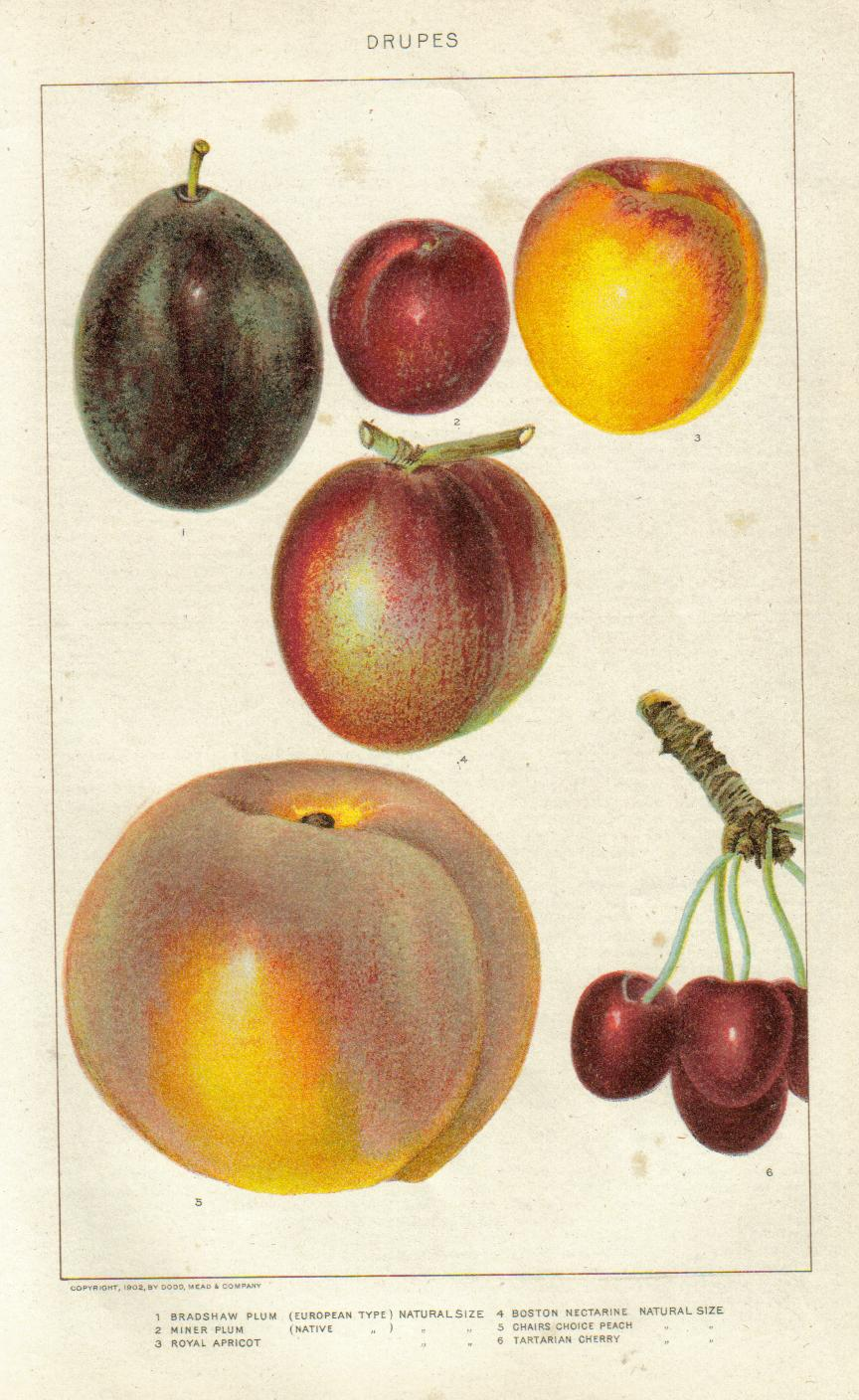
Csonthéjas magvú gyümölcsök

A csonthéjas termések vagy csonthéjasok a növényi termések egy jellegzetes típusa. Egy vagy két termőlevélből, felső vagy középső állású magházból fejlődő húsos termések. 
Az általános csonthéjas terméstípus külső része (exocarpium) bőrnemű és színes, középső része (mezocarpium) húsos, éretten édes, míg belső része (endocarpium) megvastagodott, az ún. „csonthéj”.
Ettől az általános típustól eltérő csonthéjas termése van a kókuszdiónak, melynek középső része nem húsos, hanem rostos. Ez teszi alkalmassá a vízen való terjedésre.
Számos fajtájukat gyümölcsként fogyasztjuk vagy olajos magvukat hasznosítjuk.

## Csonthéjas magvú gyümölcsök
A legismertebb csonthéjas magvú gyümölcsök:
- cseresznye,
- meggy,
- őszibarack,
- nektarin,
- kajszibarack
- szilva,
- ringló,
- jujuba,
- mangó,
- datolya.

Apró csonthéjas magvú bogyókból álló gyümölcsök:  
- fekete bodza,
- fekete ribiszke,
- vadszeder,
- málna,
- faeper.

A termés külső részét fogyasztjuk, de nem tekintjük gyümölcsnek:
- olajbogyó.

## Csonthéjas magvak
Emberi fogyasztásra alkalmas csonthéjas magvak (nem tévesztendő össze az emberi fogyasztásra ugyancsak alkalmas olajos magvakkal, mint a szezámmag, lenmag, napraforgómag, tökmag):
- mandula
- pisztácia,
- dió
- paradió (vagy brazil dió)
- makadámdió
- kesudió
- mogyoró